# Nepal International Challenge 2019
Die Nepal International Challenge 2019 im Badminton fand vom 13. bis zum 17. November 2019 in Kathmandu statt.

## Sieger und Platzierte
| Disziplin    | Gold                               | Silber                              | Bronze                                     |
| ------------ | ---------------------------------- | ----------------------------------- | ------------------------------------------ |
| Herreneinzel | Phạm Cao Cường                     | Adulrach Namkul                     | Sheng Xiaodong                             |
| Herreneinzel | Phạm Cao Cường                     | Adulrach Namkul                     | Siril Verma                                |
| Dameneinzel  | Porntip Buranaprasertsuk           | Park Ga-eun                         | Riko Gunji                                 |
| Dameneinzel  | Porntip Buranaprasertsuk           | Park Ga-eun                         | Akari Nakashizu                            |
| Herrendoppel | Manu Attri B. Sumeeth Reddy        | M. R. Arjun Dhruv Kapila            | Kim Duk-young Kim Sa-rang                  |
| Herrendoppel | Manu Attri B. Sumeeth Reddy        | M. R. Arjun Dhruv Kapila            | Na Sung-seung Wang Chan                    |
| Damendoppel  | Setyana Mapasa Gronya Somerville   | Maneesha Kukkapalli Rutaparna Panda | Chasinee Korepap Kwanchanok Sudjaipraparat |
| Damendoppel  | Setyana Mapasa Gronya Somerville   | Maneesha Kukkapalli Rutaparna Panda | Ruethaichanok Laisuan Supamart Mingchua    |
| Mixed        | Supak Jomkoh Supissara Paewsampran | Kim Sa-rang Kim Ha-na               | Na Sung-seung Kim Min-ji                   |
| Mixed        | Supak Jomkoh Supissara Paewsampran | Kim Sa-rang Kim Ha-na               | B. Sumeeth Reddy Kuhoo Garg                |